# Kou (temperatuur)
Kou (ook koude) is een relatief begrip met betrekking tot temperatuur. Als iets een lagere temperatuur in vergelijking andere temperaturen heeft, is het ten opzichte van de vergeleken temperatuur koud.

## Voorbeeld
Een goed afgestelde airconditioning unit verlaagt 's zomers de binnentemperatuur slechts enkele graden ten opzichte van de buitentemperatuur. Wordt het verschil te groot, voelt het binnen koud aan. Zou dezelfde binnentemperatuur 's winters worden gehandhaafd, dan zou het binnen daarentegen heel warm aanvoelen.

## Absolute nulpunt
Het absolute nulpunt is de laagste temperatuur die bestaat. Deze temperatuur is −273,15 °C (0 kelvin). Het daadwerkelijk bereiken van die temperatuur is tot op heden onmogelijk gebleken, maar wetenschappers zijn er wel in geslaagd temperaturen net boven het absolute nulpunt te bereiken: 10−12 K.